# Marais Viljoen
Marais Viljoen (Robertson, 2 de diciembre de 1915 - Pretoria, 4 de enero de 2007) fue el último Presidente de Estado ceremonial de Sudáfrica entre el 4 de junio de 1979 y el 3 de septiembre de 1984.

## Primeros años
Marais era el más pequeño de seis hermanos. Se casó el 20 de abril de 1940 con Dorothea Maria Brink (17 de septiembre de 1917 – 5 de octubre de 2005), con quien tuvo una hija, que lo haría abuelo tiempo después. Antes de entrar en la política, trabajó en un Puesto de Correos, y después en un periódico en afrikáans, Die Transvaler, editado por Hendrik Verwoerd, que más tarde sería premier sudafricano.

## Carrera política
Marais fue diputado por Alberton, localidad cercana a Johannesburgo, y llegó a ser Presidente del Senado, y más tarde, ocupó el cargo de Presidente de Estado interino entre el 21 de agosto y 10 de octubre de 1978, antes de que B.J. Vorster fuera electo presidente. Marais era visto como un miembro relativamente moderado del Partido Nacional, que instituyó el apartheid.

## Presidente de Estado de Sudáfrica (1979-1984)
Después de la resignación de Vorster, en 1979, Marais ocupó el puesto de Presidente del Estado de 4 de junio de 1979 al 3 de septiembre de 1984. El cargo de presidente durante ese tiempo era meramente un puesto ceremonial, tal y como el de Gobernador-General, sustituido en 1961.
De acuerdo con la Constitución de la República de Sudáfrica de 1983, el cargo de Presidente de Estado deja de ser un puesto ceremonial y pasa a tener una función ejecutiva. Marais se retiró y fue sucedido por P. W. Botha.

## Muerte
Marais Viljoen, falleció en Pretoria, a los 91 años, debido a una falla cardíaca.